# Château de Vaillac
Le château de Vaillac est un château situé à Vaillac, en France.

## Localisation
Le château est situé sur la commune de Vaillac, dans le département français du Lot.

## Historique
L'édifice est classé au titre des monuments historiques le 16 décembre 1958,.